# Os de Plata
L'Os de Plata (en alemany: Silberne Bär) és el segon premi de cinema de la Berlinale. L'estatueta, dissenyada per l'artista alemanya Renée Sintenis, s'entrega des del 1956, juntament amb el premi principal del festival, l'Os d'Or. El trofeu representa un petit os erigit i sostenint-se amb les dues potes traseres, a sobre d'una base de marbre.
El jurat de la Berlinale entrega un total de sis Ossos de Plata entre les pel·lícules que formen part de la secció de competició del festival. A més del Gran Premi del Jurat, l'Os de Plata s'entrega a les categories millor direcció, millor interpretació femenina, millor interpretació masculina i, finalment, una recompensa especial que reconeix una contribució artística excepcional.
De manera separada, el jurat internacional dels curtmetratges entrega també un Os de Plata a la segona millor producció en competició.
El 2008, per primer cop el festival va entregar també un premi al millor guió. Per contra, la recompensa a la millor banda sonora, que s'havia entregat entre 2002 i 2007, va ser cancel·lada.

## Categories
| Categoria                         | Entregat des de |
| --------------------------------- | --------------- |
| Gran Premi del Jurat              | 1965            |
| Millor direcció                   | 1956            |
| Millor interpretació femenina     | 1956            |
| Millor interpretació masculina    | 1956            |
| Millor curtmetratge               | 1956            |
| Contribució artística excepcional | 1978            |
| Millor banda sonora               | 2002            |
| Millor guió                       | 2008            |